# Rio Branco (Brazylia)
Rio Branco (wym. [ˈʁiu ˈbɾɐ̃ku]) – miasto w Brazylii, stolica stanu Acre; leży nad rzeką Acre. Stolica rzymskokatolickiej diecezji Rio Branco.
Miasto założono w 1882. W 2010 miasto liczyło 336 038 mieszkańców; dla porównania, w 1970 było ich około 84,3 tys. W Rio Branco od 22 listopada 1999 znajduje się lotnisko im. Plácido de Castro.
W mieście rozwinął się przemysł drzewny oraz spożywczy.

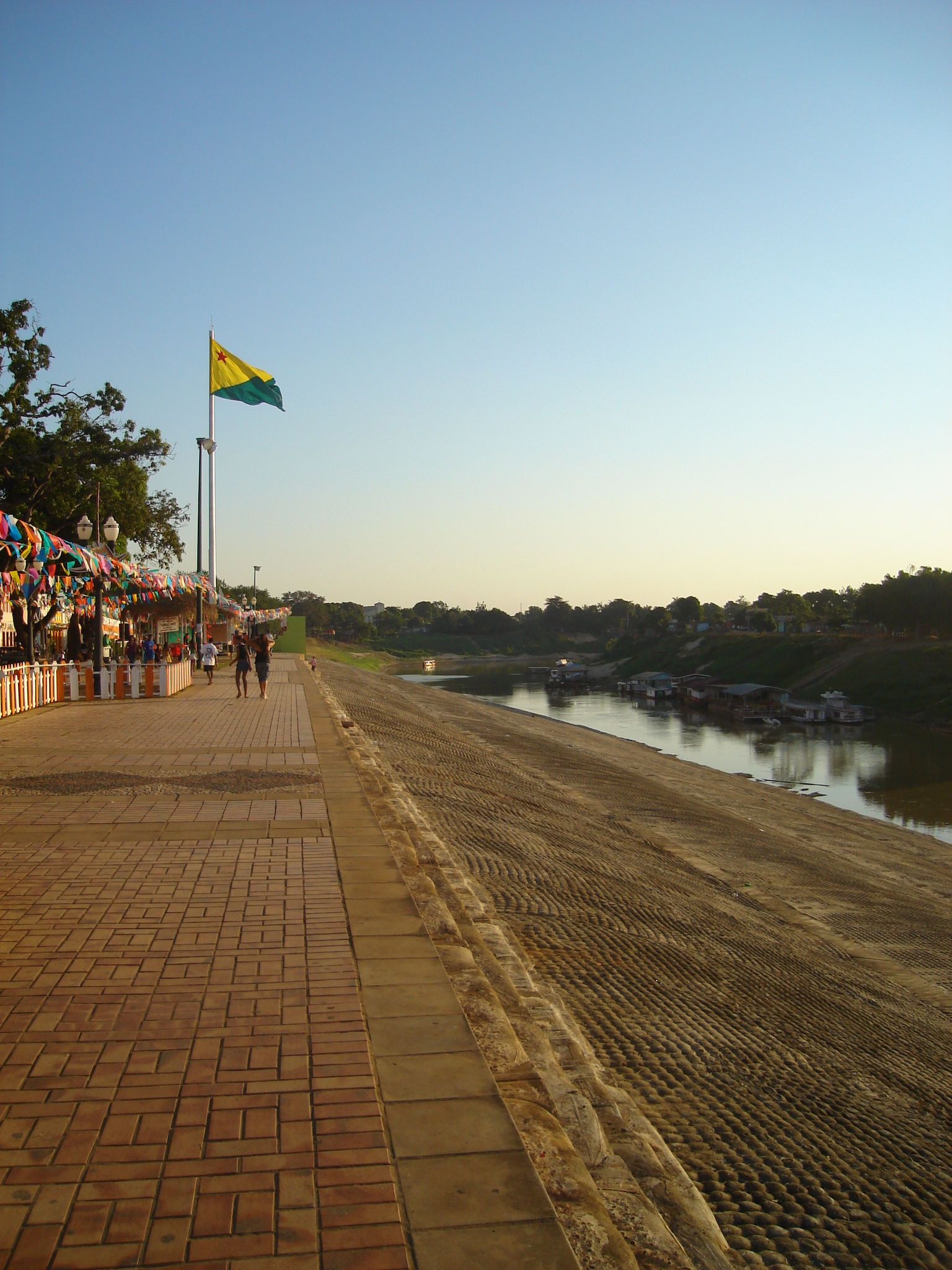
Rzeka Acre w okolicy Rio Branco